# Diana Veteranorum
Koordinaten: 35° 46′ 46″ N, 6° 4′ 31″ O

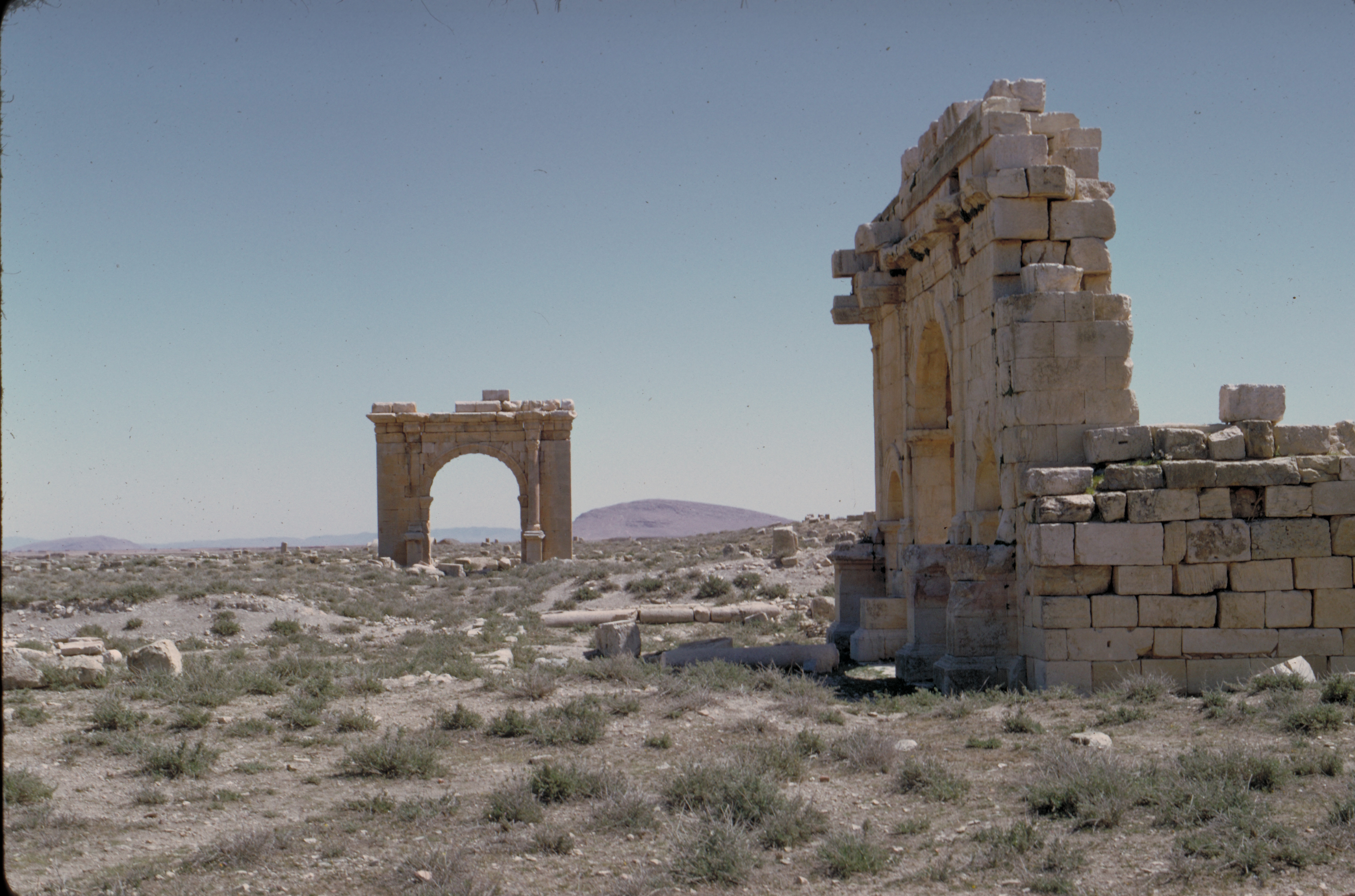
Ruinen von Zana im Juni 2009

Diana Veteranorum  (heute Aïn Zana) war eine antike römische Stadt in Numidien im heutigen Algerien, Provinz Batna, die etwa 40 Kilometer (Luftlinie) nordnordwestlich von Lambaesis lag. Sie ist heute ein Ausflugsziel, da noch einige Ruinen der Stadt zu sehen sind.
Die Stadt entstand im Rahmen der Veteranenansiedlungen in Nordafrika unter Kaiser Trajan (98–117), hierbei wurde eine ältere numidische Gemeinde mit der Veteranenansiedlung zusammengefasst. Sie wurde während der Statthalterschaft des Decimus Fonteius Frontinianus um 161 oder 162 n. Chr. in den Status eines Municipiums erhoben. Der Legat Gaius Maesius Picatianus ließ 164/5 n. Chr. in Diana Veteranorum einen Ehrenbogen für Mark Aurel und Lucius Verus errichten.
Aus der spätantiken Zeit stammt eine frühchristliche Basilika, deren Fundamente ab 1850 ergraben wurden. Einziger belegter Bischof ist ein Fidentius (411). Das Titularbistum Diana knüpft daran an.